# Luana
Luana és una població dels Estats Units a l'estat d'Iowa. Segons el cens del 2000 tenia 249 habitants.

## Demografia
Segons el cens del 2000, Luana tenia 249 habitants, 107 habitatges, i 66 famílies. La densitat de població era de 91,6 habitants/km².
Dels 107 habitatges en un 29% hi vivien nens de menys de 18 anys, en un 48,6% hi vivien parelles casades, en un 10,3% dones solteres, i en un 38,3% no eren unitats familiars. En el 33,6% dels habitatges hi vivien persones soles el 12,1% de les quals corresponia a persones de 65 anys o més que vivien soles. El nombre mitjà de persones vivint en cada habitatge era de 2,33 i el nombre mitjà de persones que vivien en cada família era de 2,91.
Per edats la població es repartia de la següent manera: un 22,9% tenia menys de 18 anys, un 8% entre 18 i 24, un 32,5% entre 25 i 44, un 18,1% de 45 a 60 i un 18,5% 65 anys o més.
L'edat mediana era de 39 anys. Per cada 100 dones de 18 o més anys hi havia 106,5 homes.
La renda mediana per habitatge era de 29.583 $ i la renda mediana per família de 40.357 $. Els homes tenien una renda mediana de 27.955 $ mentre que les dones 19.688 $. La renda per capita de la població era de 16.165 $. Entorn del 4,5% de les famílies i el 9,9% de la població estaven per davall del llindar de pobresa.

## Poblacions més properes
El següent diagrama mostra les poblacions més properes.